# Akeem Roach
Akeem Roach (Puerto España, Trinidad y Tobago, 9 de diciembre de 1995) es un futbolista trinitense. Juega de delantero.

## Clubes
| Club                | País              | Año       |
| ------------------- | ----------------- | --------- |
| Defence Force F. C. | Trinidad y Tobago | 2014-2016 |
| Club Sando F.C.     | Trinidad y Tobago | 2016-2017 |
| C. D. S. Vida       | Honduras          | 2017      |
| Mosta F. C.         | Malta             | 2018-2021 |
| C. D. Real Sociedad | Honduras          | 2022      |